# Uśmiech losu (południowokoreański serial telewizyjny)
Uśmiech losu (kor. 킹더랜드) – południowokoreański serial telewizyjny, w którym występują Lee Jun-ho i Im Yoon-ah. Premiera serialu odbyła się na kanale JTBC 17 czerwca 2023 roku, a emitowany jest w soboty i niedziele o 22:30 (KST). Serial jest również dostępny do streamingu na platformie TVING w Korei Południowej oraz na Netflixie w wybranych regionach, w tym w Polsce.

## Fabuła
Uśmiech losu opowiada historię Goo Wona (Lee Jun-ho), dziedzica The King Group, konglomeratu luksusowych hoteli, który zostaje wciągnięty w wojnę o spadek. Spotyka on Cheon Sa-rang (Im Yoon-ah), hotelarkę, która zawsze uśmiecha się na twarzy, dopóki nie spotyka Goo Wona.

## Obsada

### Główna
- Lee Jun-ho jako Goo Won, dziedzic i główny dyrektor generalny King Hotel[4]
- Im Yoon-ah jako Cheon Sa-rang, hotelarka i „królowa uśmiechu” w King Hotel

### W pozostałych rolach

#### Osoby z otoczenia Goo Wona
- Son Byong-ho jako Goo Il-hoon, ojciec Goo Wona, który jest prezesem King Group
- Nam Gi-ae jako Han Mi-so, matka Goo Wona
- Kim Seon-young jako Goo Hwa-ran, starsza przyrodnia siostra Goo Wona i najstarsza córka King Group
- Ahn Se-ha jako Noh Sang-sik, przyjaciel i sekretarz Goo Wona

#### Osoby z otoczenia Cheon Sa-rang
- Go Won-hee jako Oh Pyung-hwa, najlepsza przyjaciółka Sa-rang, stewardesa w King Air
- Kim Ga-eun jako Kang Da-eul, przyjaciółka Sa-rang i pracująca matka, „królowa sprzedaży” w Alanga, sklepie wolnocłowym należącym do King Group
- Kim Young-ok jako Cha Soon-hee, babcia Sa-rang

#### Pracownicy King Group
- Kim Jae-won jako Lee Ro-woon, steward w King Air
- Gong Ye-ji jako Kim Soo-mi, kierownik King Hotel
- Kim Jung-min jako Jeon Min-seo, główny dyrektor King the Land, salonu VVIP w King Hotel.
- Choi Ji-hyun jako Ha-na, członek zespołu King the Land
- Kim Chae-yun jako Doo-ri, członek zespołu King the Land
- Lee Ho-seok jako Se-ho, członek zespołu King the Land
- Lee Ji-hye jako Do Ra-hee, nadzorująca Alanga, modowej marki King Group

#### Inni
- Choi Tae-hwan jako Seo Chung-jae, mąż Da-eul[5]
- Lee Ye-joo jako Seo Cho-rong, jedyna córka Da-eul
- Jo Won-jo jako professor Yoon, mąż Hwa-ran
- Kim Dong-ha jako Yoon Ji-hoo, syn Hwa-ran
- Ahn Woo-yeon jako Gong Yoo-nam, były chłopak Sa-rang
- Han Dong-kyu jako pan Wang

### Występy specjalne
- Kim Sung-eun jako starsza stewardesa w King Ai (odc. 1)[6]
- Lee Hye-sung jako kandydatka na nową hotelarke (odc. 1)
- Kang Ki-doong jako Choi Tae-man (odc. 1)
- Jin Seon-kyu jako policjant (odc. 4)
- Anupam Tripathi jako książę Samir (odc. 7–8)

## Oglądalność
Źródło: Pomiar oglądalności przeprowadzony w całym kraju przez Nielsen Korea.
| Sezon | Numer odcinka | Numer odcinka | Numer odcinka | Numer odcinka | Numer odcinka | Numer odcinka | Numer odcinka | Numer odcinka | Numer odcinka | Numer odcinka | Numer odcinka | Numer odcinka | Numer odcinka | Numer odcinka | Numer odcinka | Numer odcinka | Średnia |
| Sezon | 1             | 2             | 3             | 4             | 5             | 6             | 7             | 8             | 9             | 10            | 11            | 12            | 13            | 14            | 15            | 16            | Średnia |
| ----- | ------------- | ------------- | ------------- | ------------- | ------------- | ------------- | ------------- | ------------- | ------------- | ------------- | ------------- | ------------- | ------------- | ------------- | ------------- | ------------- | ------- |
| 1     | 1.119         | 1.835         | 2.039         | 2.331         | 2.273         | 2.909         | 2.521         | 2.985         | 2.571         | 2.616         | 2.179         | 2.588         | 2.318         | 2.496         | 2.777         | 3.404         | 2.435   |

| No. | Pierwotna data emisji | Średni udział w widowni (Nielsen Korea) | Średni udział w widowni (Nielsen Korea) |
| No. | Pierwotna data emisji | Nationwide                              | Seul                                    |
| --- | --------------------- | --------------------------------------- | --------------------------------------- |
| 1 | 17 czerwca 2023       | 5.075%                                  | 5.344%                                  |
| 2 | 18 czerwca 2023       | 7,544%                                  | 8,255%                                  |
| 3 | 24 czerwca 2023       | 9,145%                                  | 10,671%                                 |
| 4 | 25 czerwca 2023       | 9,645%                                  | 10,003%                                 |
| 5 | 1 lipca 2023          | 9,672%                                  | 10,590%                                 |
| 6 | 2 lipca 2023          | 12,017%                                 | 12,607%                                 |
| 7 | 8 lipca 2023          | 10,607%                                 | 11,496%                                 |
| 8 | 9 lipca 2023          | 12.317%                                 | 13.427%                                 |
| 9 | 15 lipca 2023         | 10.196%                                 | 11.174%                                 |
| 10 | 16 lipca 2023         | 11.303%                                 | 12.351%                                 |
| 11 | 22 lipca 2023         | 9.003%                                  | 10.062%                                 |
| 12 | 23 lipca 2023         | 10.977%                                 | 11.552%                                 |
| 13 | 29 lipca 2023         | 9.388%                                  | 9.506%                                  |
| 14 | 30 lipca 2023         | 10.651%                                 | 10.965%                                 |
| 15 | 5 sierpnia 2023       | 11.943%                                 | 13.583%                                 |
| 16 | 6 sierpnia 2023       | 13.789%                                 | 14.534%                                 |
| Średnia | Średnia               | 10.205%                                 | 11.008%                                 |
| - W tabeli powyżej, niebieski liczby przedstawiają najniższe oceny, a czerwone liczby przedstawiają najwyższe oceny. - Ten serial był emitowany na kanale kablowym/płatnej telewizji, który zazwyczaj ma relatywnie mniejszą widownię w porównaniu do telewizji naziemnej/publicznych nadawców (KBS, SBS, MBC i EBS). |                       |                                         |                                         |